# Nhà thờ Thánh Anrê Tông đồ ở Kraków
Nhà thờ Thánh Anrê Tông đồ (tiếng Ba Lan: Kościół św. Andrzeja) tọa lạc tại phố Grodzka, quận Phố Cổ Kraków là một nhà thờ được xây dựng từ năm 1079 đến năm 1098 theo phong cách Romanesque, bởi một chính khách Ba Lan thời Trung Cổ. Đây là một trong những nhà thờ kiểu pháo đài hiếm hoi còn sót lại ở Châu Âu từng được sử dụng vào mục đích phòng thủ. 
Được xây dựng theo phong cách Romanesque, nhà thờ Thánh Anrê là một trong những công trình kiến trúc lâu đời nhất tại Kraków. Đồng thời, nhà thờ cũng là một trong những công trình được xây theo kiểu Romanesque được bảo tồn tốt nhất ở Ba Lan. Đây là nhà thờ duy nhất ở Kraków tồn tại được sau cuộc tấn công của Mông Cổ vào năm 1241. Dọc theo phần dưới của mặt tiền nhà thờ là những khe hở nhỏ đóng vai trò làm cửa sổ phòng thủ, vào thời điểm mà nhà thờ là nơi trú ẩn khỏi các cuộc tấn công của quân xâm lược.
Từ năm 1320, nhà thờ được tiếp quản bởi Dòng Chị Em Thanh Bần. Nhà thờ Thánh Anrê Tông đồ đã từng được cải tạo nhiều lần. Phía bên trong nhà thờ được trang hoàng theo phong cách Baroque và hiện có những đồ trang trí của Baltazar Fontana, tranh của Karol Dankwart và bàn thờ thì được mạ vàng. Năm 1639, nhà thờ được xây thêm các mái vòm theo phong cách Baroque trên đỉnh tháp bát giác.

## Hình ảnh

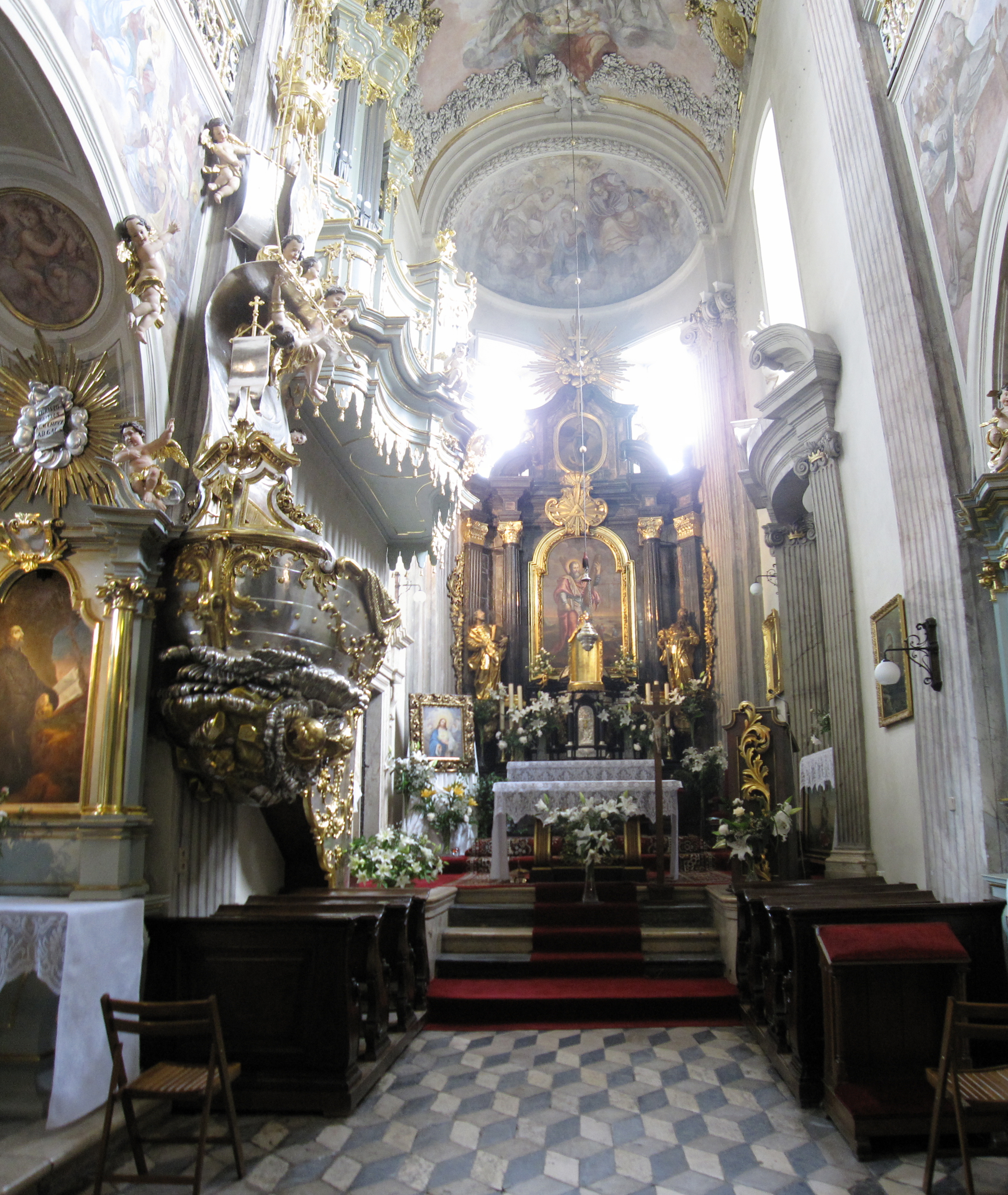
Kiến trúc Baroque-Rococo bên trong
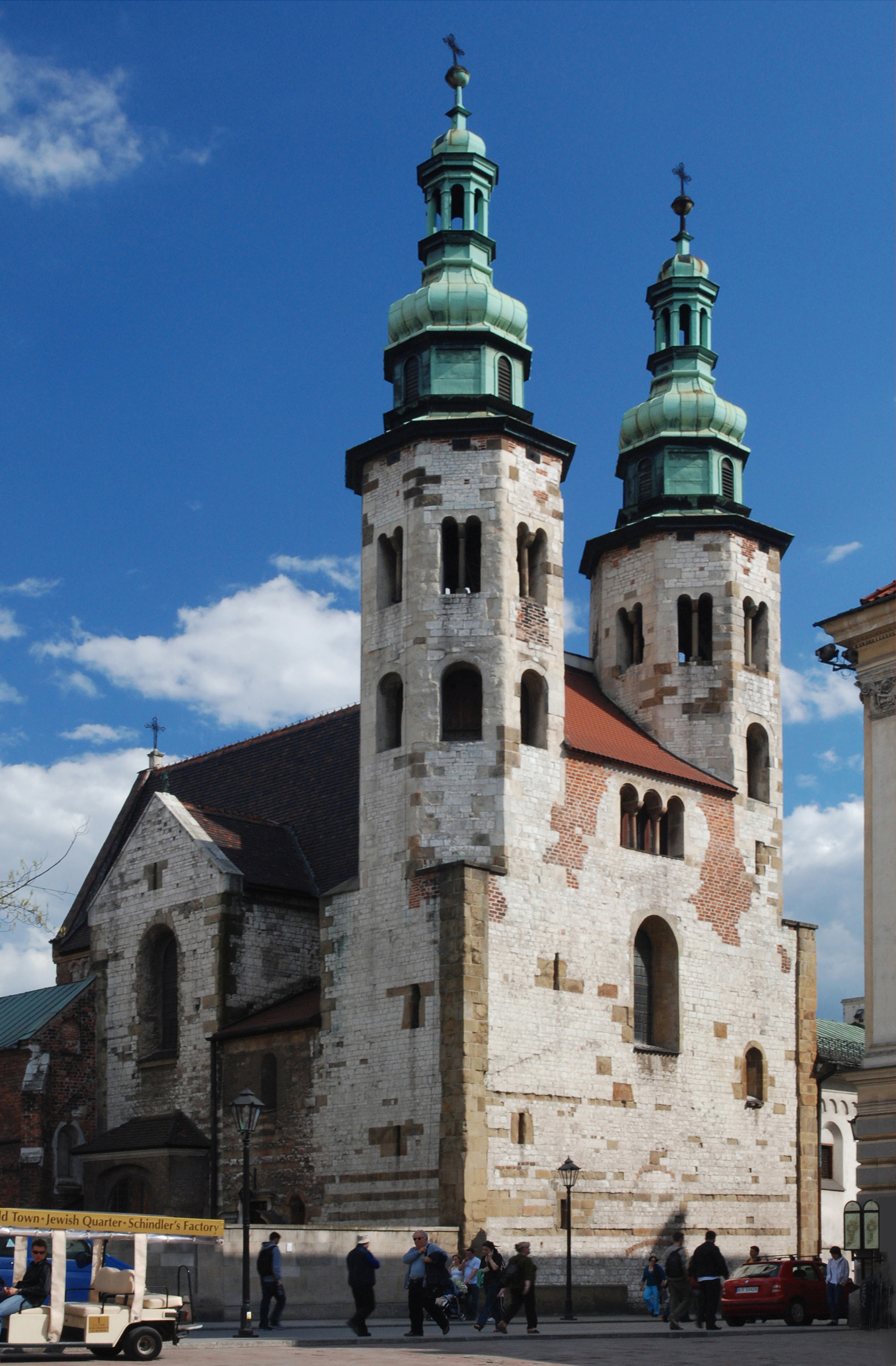
Bên ngoài nhà thờ
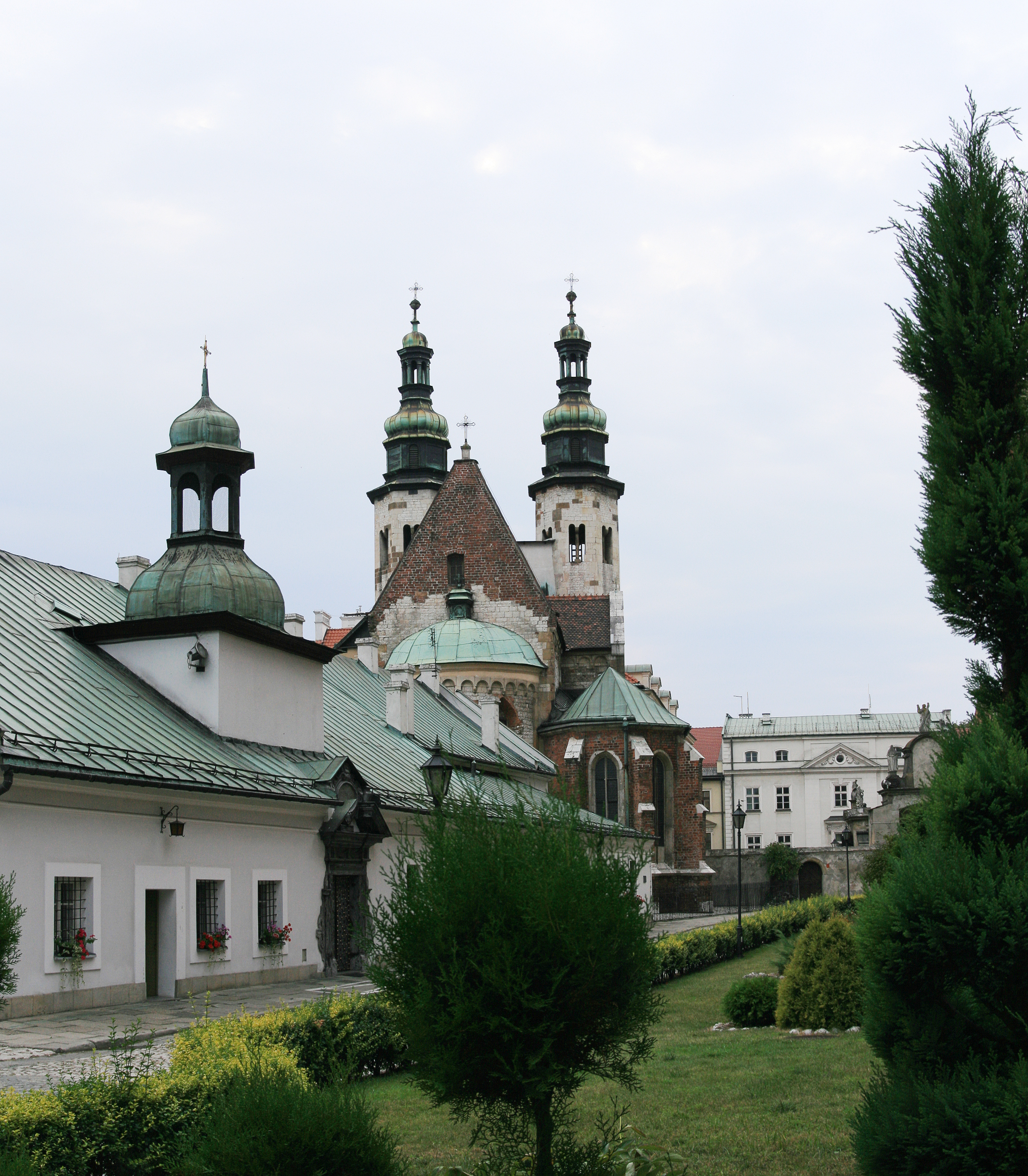
Nhà thờ nhìn từ phía vườn sau
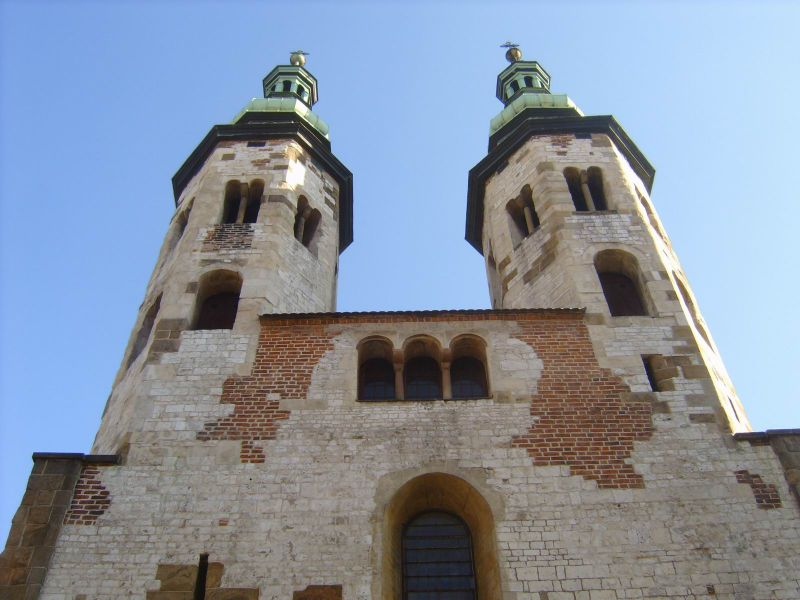
Hai tháp hình bát giác
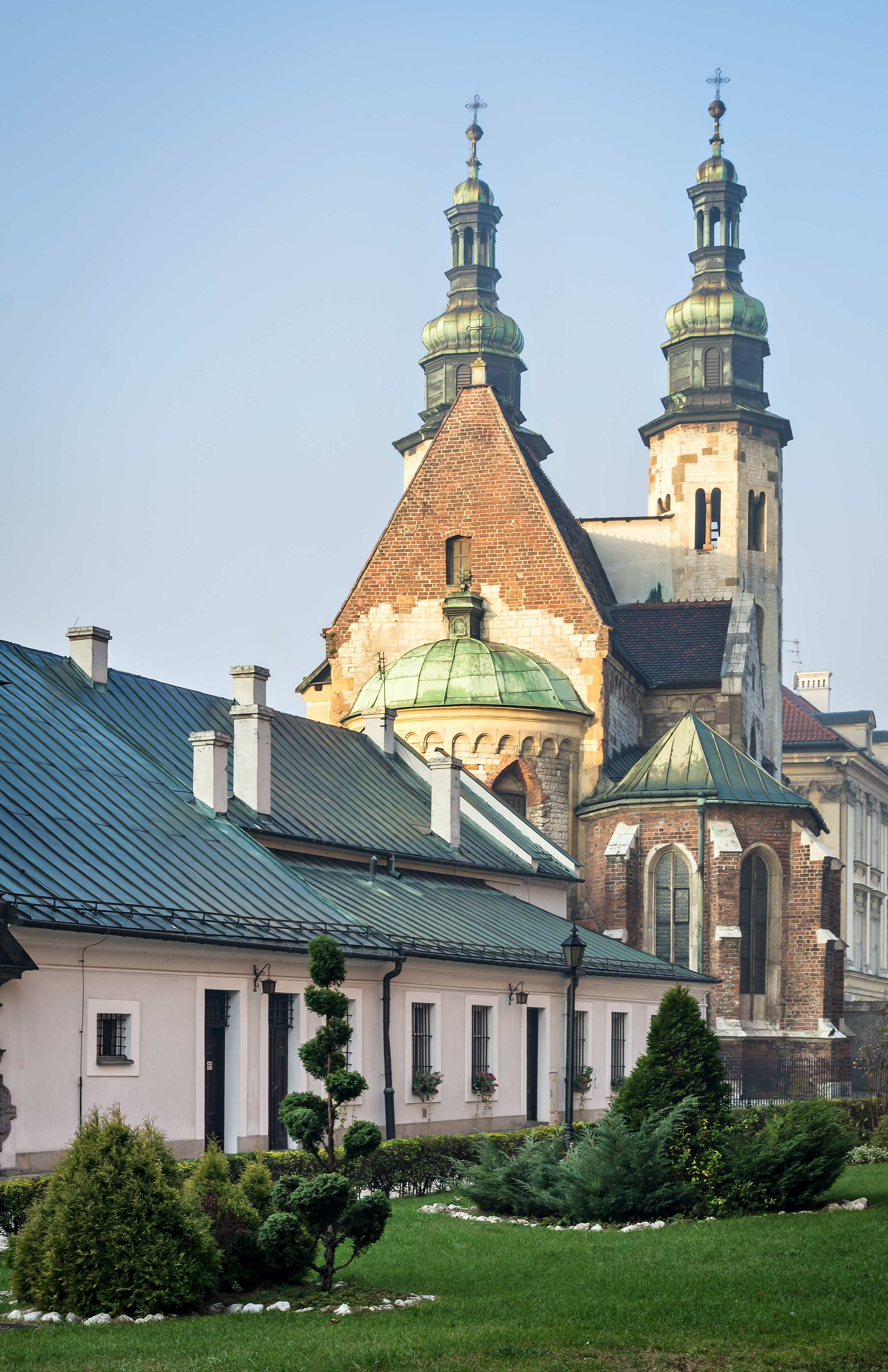
Tu viện liền kề